# Led Zeppelin Scandinavian Tour 1968
Led Zeppelin Scandinavian Tour 1968 – pierwsza trasa koncertowa grupy muzycznej Led Zeppelin z 1968 r. Trwała od 7 do 17 września i objęła Danię i Szwecję.
1. 7 września 1968 – Gladsaxe, Dania – Gladsaxe Teen Club w Egegård Skole (pierwszy koncert)
2. 7 września 1968 – Brøndby, Dania – Brøndby Pop Club w Nørregårdsskolen (drugi koncert)
3. 8 września 1968 – Lolland, Dania – Reventlowparken (popołudniowy koncert)
4. 8 września 1968 – Roskilde, Dania – Fjordvilla Club (wieczorny koncert)
5. 12 września 1968 – Sztokholm, Szwecja – Stora Scenen
6. 13 września 1968 – Sztokholm, Szwecja – Inside Club
7. 14 września 1968 – Knivsta, Szwecja – Angby Park
8. 15 września 1968 – Göteborg, Szwecja – Liseberg Amusement Park
9. 17 września 1968 – Malmö, Szwecja – Klub Bongo